# Карні (округ, Канзас)
Шаблон:StateAbbr_ 38°00′29″ пн. ш. 101°08′54″ зх. д. / 38.008055555556° пн. ш. 101.14833333333° зх. д.
Округ Карні (англ. Kearny County) — округ (графство) у штаті Канзас, США. Ідентифікатор округу 20093.

## Історія
Округ утворений 1873 року.

## Демографія
За даними перепису 
2000 року 
загальне населення округу становило 4531 осіб, усе сільське.
Серед мешканців округу чоловіків було 2317, а жінок — 2214. В окрузі було 1542 домогосподарства, 1200 родин, які мешкали в 1657 будинках.
Середній розмір родини становив 3,35.
Віковий розподіл населення поданий у таблиці:
| Стать    | До 15 років | 15-21 | 22-29 | 30-39 | 40-49 | 50-65 | 65-85 | Понад 85 |
| -------- | ----------- | ----- | ----- | ----- | ----- | ----- | ----- | -------- |
| Чоловіки | 693         | 262   | 194   | 322   | 338   | 280   | 216   | 12       |
| Жінки    | 605         | 229   | 184   | 332   | 293   | 295   | 240   | 36       |

## Суміжні округи
- Вічита — північ
- Скотт — північний схід
- Фінні — схід
- Грант — південь
- Стентон — південний захід
- Гамільтон — захід

## Виноски
1. ↑  U.S. Decennial Census. United States Census Bureau. Архів оригіналу за 26 квітня 2015. Процитовано 26 липня 2014.
2. ↑  Historical Census Browser. University of Virginia Library. Архів оригіналу за 11 серпня 2012. Процитовано 26 липня 2014.
3. ↑  Population of Counties by Decennial Census: 1900 to 1990. United States Census Bureau. Архів оригіналу за 5 червня 2019. Процитовано 26 липня 2014.
4. ↑  Census 2000 PHC-T-4. Ranking Tables for Counties: 1990 and 2000 (PDF). United States Census Bureau. Архів оригіналу (PDF) за 18 грудня 2014. Процитовано 26 липня 2014.
5. ↑  State & County QuickFacts. United States Census Bureau. Архів оригіналу за 6 серпня 2011. Процитовано 26 липня 2014.(англ.) Наведено за англійською вікіпедією.
6. ↑  American FactFinder. Бюро перепису населення США. Архів оригіналу за 29 липня 2011. Процитовано 31 січня 2008.

| США | Це незавершена стаття з географії США. Ви можете допомогти проєкту, виправивши або дописавши її. |